# Ría de Pontevedra

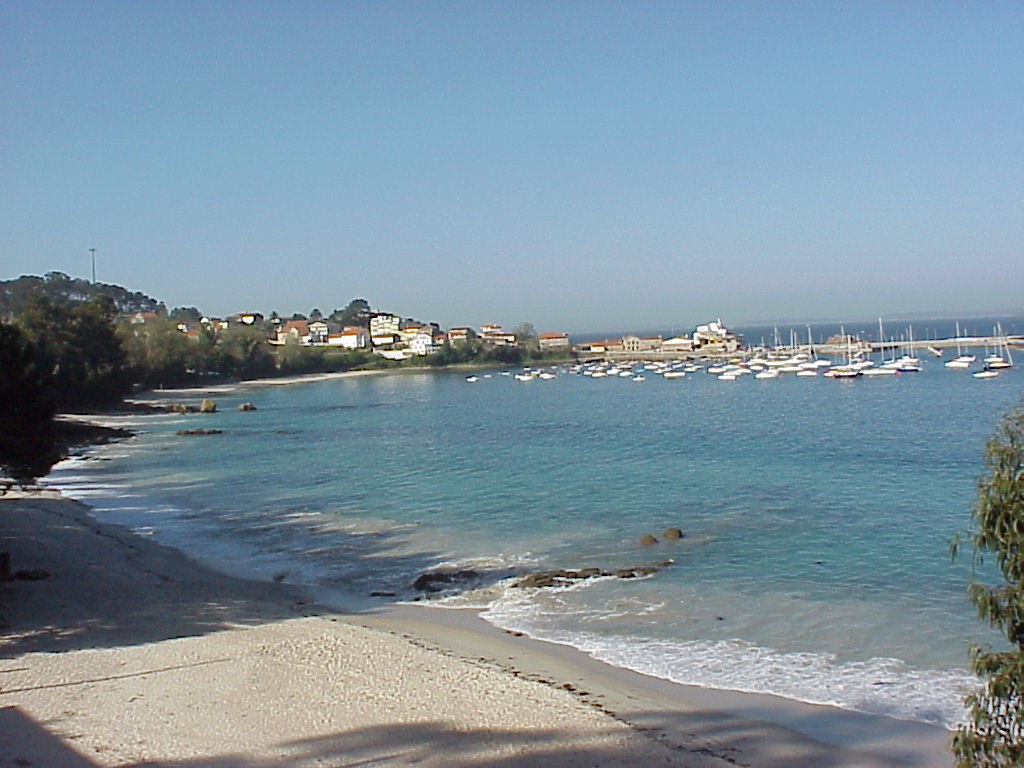
Playa de Aguete en Marín.

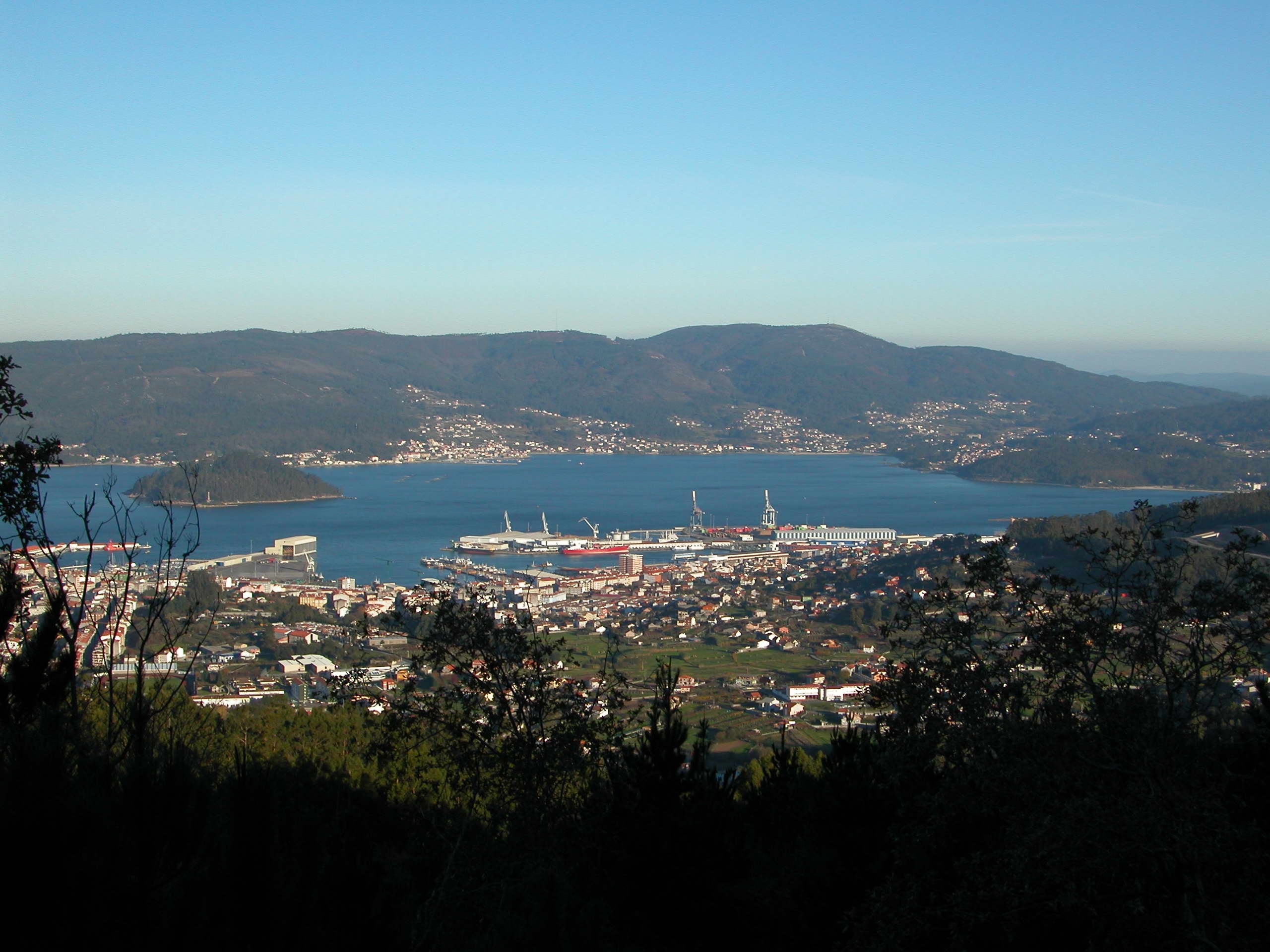
Marín y la ría de Pontevedra

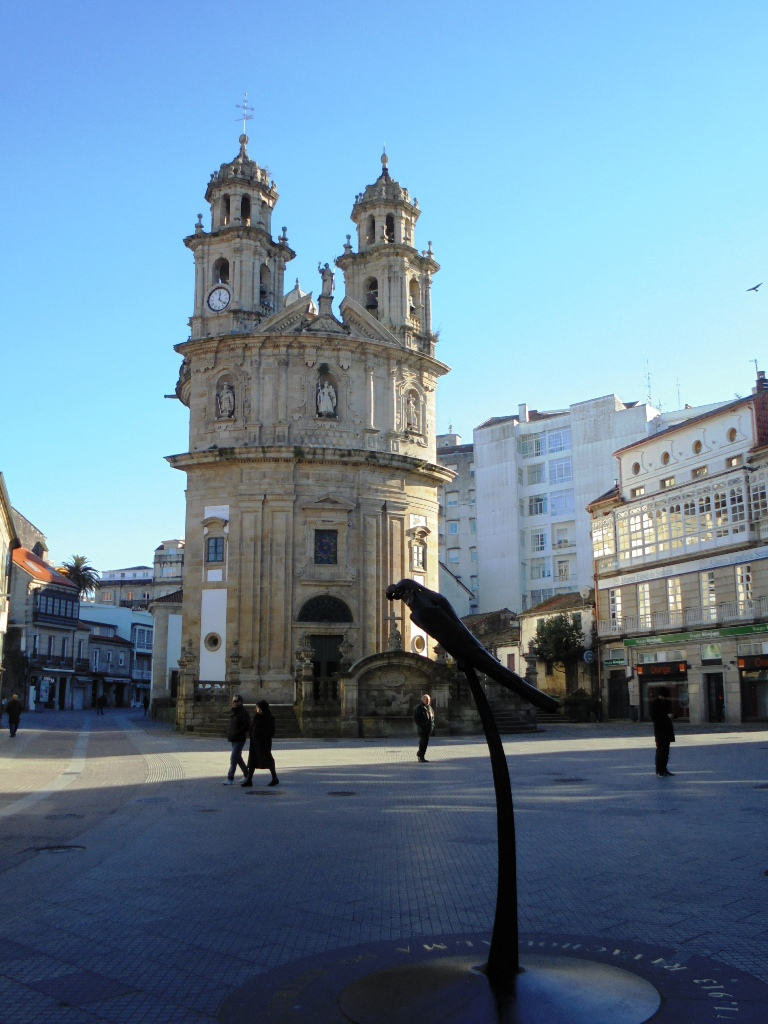
Pontevedra, capital de la provincia y de las Rías Bajas, plaza de la Peregrina y Loro Ravachol

La ría de Pontevedra en el atlas de Pedro Teixeira en 1634.

La ría de Pontevedra está situada en la provincia de Pontevedra, en Galicia (España). Es una de las tres principales entradas de mar de las Rías Bajas gallegas, la zona más turística de la comunidad. Además también es la más regular de ellas y la tercera más grande de todas las de Galicia con 145 km² de superficie.
En la ría hay varias islas, entre las que destacan, la de Tambo, en el fondo de la ría, y en su boca, están la de Ons, la mayor, y la de Onceta u Onza, la menor, estas últimas forman parte del parque nacional de las Islas Atlánticas. En su extremo sur se abre la ensenada de Aldán. Esta ría cuenta con un volumen aproximado de 3937 hm³.
Una de las principales características de la ría es la cantidad de bateas que existen.

## Geografía
Está situada en la provincia de Pontevedra. Está en la comunidad de Galicia, al noroeste de España.
Es la segunda ría de las tres de este conjunto, al final de la ría está situada la capital provincial, Pontevedra, reconocida como capital de las Rías Bajas. Al sur de la ría está la comarca de El Morrazo; al norte la comarca del Salnés; al oeste el océano Atlántico y las famosas islas Ons; y, al este, Pontevedra, la gran ciudad monumental de las Rías Bajas y de la provincia de Pontevedra.
El curso fluvial que más agua vierte a esta ría es el río Lérez, con una media anual de 432 hm³. La media de precipitaciones anuales son 1500 mm.
Los municipios que circundan la ría son:
- en la margen norte: Sangenjo y Poyo;
- en la margen sur: Pontevedra, Marín, Bueu y Cangas de Morrazo.

En estos municipios viven más de 200.000 habitantes que, en verano, debido al turismo, pueden llegar a más de 300.000 personas, puesto que localidades como Sangenjo cuadriplican su población. El municipio más poblado es la capital de la provincia, Pontevedra, con 83.000 habitantes, y después Marín, con 25.000 habitantes.

## Historia
Hace 4000 años existía un valle fluvial en lo que hoy es la ría de Pontevedra, que posteriormente fue inundado por el océano Atlántico. En la Antigüedad, Pontevedra, Combarro, Marín, Sangenjo y Bueu no estaban junto al mar. Hace quince mil años, el mar comenzó a penetrar poco a poco en el valle, pero probablemente llegó a la actual entrada del río Lérez en Pontevedra hace unos cuatro mil años.
Según Juan Ramón Vidal Romaní, catedrático de Geología de la Universidad de La Coruña, hace 14 000 años la costa estaba formada por grandes dunas de arena a varios kilómetros al oeste de la isla de Ons, que en ese momento y durante varios milenios permaneció unida a tierra firme. Toda la configuración de la actual ría de Pontevedra era una sucesión de bosques de robles y castaños, con prados en las zonas bajas.
En 2018 aparecieron en Mourisca, en Beluso (Bueu), restos de suelo prehistórico, paleosuelo, en forma de lajas de una sustancia compacta y pegajosa.

## Turismo
Esta ría es muy turística, una de las zonas más turísticas de Galicia, y en ella están los municipios de Marín, con su Escuela Naval Militar, la muy turística Sangenjo, Bueu, Pontevedra o Poyo, y localidades como Portonovo o Combarro, con sus típicos hórreos (canastros).
En sus aguas se puede practicar la vela y la navegación con seguridad, destacando entre las instalaciones destinadas al efecto el Real Club Náutico de Sangenjo. Desde aquí partió la última Volvo Ocean Race.
Además hay muchas playas tanto en la zona norte de la ría, como en la sur, siendo las más conocidas las de La Lanzada, Major, Montalvo, Canelas, Baltar, Silgar, Cabeceira, Lapamán, Aguete, Mogor y Portocelo.
Otro punto de atracción es la presencia de la isla de Ons, perteneciente a Bueu e integrada en el parque nacional de las Islas Atlánticas, al que se puede acceder en ferries que parten de Sangenjo, Portonovo, Marín y Bueu, y cuyas playas son óptimas, además de tener unas atalayas privilegiadas sobre la ría, desde El Grove hasta cabo Home, en Cangas de Morrazo.
La playa de la Lanzada no está exactamente situada dentro de la ría, sino al final de la misma, ya en mar abierto. Es un importante foco turístico y lugar poseedor de leyenda, cuando las mujeres se bañaban en sus aguas para quedar encintas.
La media anual de las temperaturas de sus aguas son 14 °C, aunque en agosto es de unos 18 °C.

## Fauna
La fauna de la ría de Pontevedra es muy rica. Abundan las gaviotas patiamarillas y es habitual avistar garzas, garcetas, correlimos, etc. Hay también muchas especies de interés gastronómico, entre ellas variadas especies de marisco, gracias a ellas trabajan algunos de los habitantes de la ría.